# 英雄媽媽★聯盟
《英雄媽媽★聯盟》是日本東映公司在2018年製作的原創特攝網絡劇作品。

## 本作特色
- 本作與《宇宙戰隊九連者》歸來聯動篇《宇宙戰隊九連者 VS SPACE SQUAD》有著劇情上的關連，可算是該作的前篇。
- 本作主演的長澤奈央、木下亞由美、別府步美現實中皆已婚成為人母，使得三人所飾演的野乃七海、禮紋茉莉花、小津芳香在本作中皆以已婚生子的媽媽身份登場。
- 於《手裏劍戰隊忍忍者》中飾演金治・瀧川的演員多和田任益以及《魔法戰隊魔法連者》中飾演小津翼的演員松本寬也以友情客串身份出演。
- 本作的播放日期適逢母親節當天。
- 本作因限於經費考量的關係，使得劇中宇宙忍者戴蒙斯特所使役的機械忍蟲，只能以剪影的樣貌登場[3]，其戰鬥的場景也相對削減。

## 故事概要
曾為了守護地球而拼命戰鬥的野乃七海、禮紋茉莉花、小津芳香。如今三人在幸福的婚姻下，成為了擁有孩子的母親。
但是，威脅人類的邪惡仍未消滅，而她們在身為「英雄」的戰鬥及「媽媽」的責任兩邊奔波，日以繼夜地奮鬥。
同時，這不只是純粹地忙進忙出，而是三人想成為「閃閃發亮的母親」的長遠目標。
為了實現這個想法三人約在咖啡廳內想辦法，同時，宇宙忍者戴蒙斯特將進行它恐怖的地球侵略計劃。

## 本作登場人物
野乃七海（野乃七海）（長澤奈央飾）
忍風戰隊破裏劍者的破裏劍藍。
禮紋茉莉花（礼紋茉莉花）（木下亞由美飾）
特搜戰隊刑事連者的刑事黃。
小津芳香（小津芳香）（別府步美飾）
魔法戰隊魔法連者的魔法粉紅。
博人老師（ひろと先生）（多和田任益飾）
幼稚園老師。友情客串角色。
小津翼（小津翼）（松本寬也飾）
魔法戰隊魔法連者的魔法黃，芳香的弟弟。友情客串角色。

## 演員
- 野乃七海（舊姓） / 破裏劍藍 - 長澤奈央
- 禮紋茉莉花（舊姓） / 刑事黃 - 木下亞由美
- 小津芳香（舊姓） / 魔法粉紅 - 別府步美
- 博人老師 - 多和田秀彌
- 小津翼 - 松本寬也（友情演出）
- 洗浴室的老公（照片） - 中田浩二（特別演出）
- 海璃（七海的孩子） - 藤原陽人
- 大我（茉莉花的孩子） - 宮澤東臣
- 風香（芳香的孩子） - 古田結凪
- 宇宙忍者戴蒙斯特 - 中山甲斐

## 聲音演出
- 旁白 - 高戶靖廣
- 宇宙忍者戴蒙斯特 - 日野聰

## 製作人員
- 原作 - 八手三郎
- 劇本 - 下亞友美
- 導演 - 葉山康一郎
- 音效設計 - 桑原秀綱
- 製作人 - 塚田英明、中野剛
- 攝影 - 松村文雄
- 造型師 - 村瀬昌廣
- 製作 - 特攝東映Fan Club

## 播放列表
以下時間以當地時間（日本時間）為準
| 配信日期      | 話數  | 日文標題 | 中文標題                           |
| ------------- | ----- | -------- | ---------------------------------- |
| 2018年5月13日 | 作戰1 |          | 縮短時間解決！閃閃發亮英雄媽媽之道 |

## 外部連結
- 東映特攝Fan Club （页面存档备份，存于）（日語）